# Delta Gangesa
Delta Gangesa (znana tudi kot delta Ganges-Brahmaputra, delta Sundarbans ali Bengalska delta) je rečna delta v vzhodni južni Aziji, ki pretežno pokriva bengalsko regijo Indijske podceline, ki jo sestavljata Bangladeš in Zahodna Bengalija v Indiji. Je največja rečna delta na svetu in se izliva v Bengalski zaliv z združenimi vodami več rečnih sistemov, predvsem reke Brahmaputra in Ganges. Je tudi ena najbolj rodovitnih regij na svetu, zato si je prislužila vzdevek Zelena delta. Delta se razteza od reke Hooghly proti vzhodu do reke Meghna.

## Geografija
Delta Gangesa ima obliko trikotnika in se šteje za arkuatno (obliko loka) delto. Pokriva več kot 105.000 km² in leži večinoma v Bangladešu in Indiji, reke iz [[Butan (država)|Butana, Tibeta in Nepala pa se vanjo izlivajo s severa. Večino delte sestavljajo aluvialna prst, sestavljena iz majhnih delcev usedlin, ki se končno usedejo, ko se rečni tokovi upočasnijo v izlivu. Reke prenašajo te drobne delce s seboj, tudi iz svojih izvirov v ledenikih kot fluvio-glacial. Rdeče in rdeče-rumene lateritne prsti najdemo, ko gremo dlje proti vzhodu. Tla vsebujejo velike količine mineralov in hranil, kar je dobro za kmetijstvo.
Sestavljena je iz labirinta kanalov, močvirij, jezer in sedimentov na poplavnih ravnicah. Reka Gorai-Madhumati, eden od pritokov Gangesa, deli delto Gangesa na dva dela: geološko mlado, aktivno, vzhodno delto in starejšo, manj aktivno, zahodno delto.

### Prebivalstvo
Približno 280 milijonov (180 milijonov Bangladeša in 100 milijonov Zahodne Bengalije, Indija) ljudi živi v delti, kljub nevarnostim zaradi poplav, ki jih povzročajo monsuni, močnega odtekanja zaradi talečega se snega Himalaje in tropskih ciklonov iz severnega Indijskega oceana. Velik del naroda Bangladeša leži v delti Gangesa; veliko ljudi v državi je odvisnih od delte za preživetje.
Menijo, da delta Gangesa preživlja več kot 300 milijonov ljudi; približno 400 milijonov ljudi živi v porečju reke Ganges, zaradi česar je najbolj naseljeno porečje na svetu. Večji del delte Gangesa ima gostoto prebivalstva večjo od 200/km² (520 ljudi na kvadratno miljo), zaradi česar je ena najgosteje poseljenih regij na svetu.

## Živalstvo in rastlinstvo
Delto pokrivajo tri kopenske ekoregije. Ekoregija vlažnih listopadnih gozdov Spodnjega Gangeškega nižavja pokriva večino območja delte, čeprav so bili gozdovi večinoma izkrčeni za kmetijstvo in so ostale le majhne enklave. Na vlažnejših območjih rastejo gosti sestoji visoke trave, znani kot canebrakes. Ekoregija sladkovodnih močvirnih gozdov Sundarbans leži bližje Bengalskemu zalivu; to ekoregijo v sušnem obdobju preplavi rahlo slana voda, med monsunsko sezono pa sladka voda. Tudi ti gozdovi so bili skoraj popolnoma spremenjeni v intenzivno kmetijstvo, pri čemer je zaščitenih le 130 kvadratnih kilometrov od 14.600 kvadratnih kilometrov. Tam, kjer se delta sreča z Bengalskim zalivom, tvorijo mangrove Sundarbansa največjo ekoregijo mangrov na svetu, ki pokriva površino 20.400 kvadratnih kilometrov v verigi 54 otokov. Ime so dobili po prevladujoči vrsti mangrove, Heritiera fomes, ki je lokalno znana kot sundri ali sundari.
Živali v delti so indijski piton (Python molurus), dimasti leoparda (Neofelis nebulosa), indijski slon (Elephas maximus indicus) in krokodili, ki živijo v Sundarbansu. Približno 1020 ogroženih bengalskih tigrov (Panthera tigris tigris) naj bi naseljevalo Sundarbans. Porečje Ganges–Brahmaputra ima tropske listnate gozdove, ki dajejo dragocen les: na teh območjih najdemo sal, tikovec in sveti figovec (Ficus religiosa).
Ocenjuje se, da je 30.000 čitalov (os Axis) v delu delte Sundarbans. Med pticami, ki jih najdemo v delti, so vodomci, orli, žolne, šalik (Acridotheres tristis), močvirska droplja (Francolinus gularis) in dajalski drozg (opsychus saularis). V delti lahko najdemo dve vrsti delfinov: iravadski delfin (Orcaella brevirostris) in gangeški delfin (Platanista gangetica gangetica). Iravadski delfin je oceanski delfin, ki vstopi v delto iz Bengalskega zaliva. Rečni gangeški delfin je pravi rečni delfin, vendar je izjemno redek in velja za ogroženega.
Drevesa v delti so sundari, garjan (Rhizophora spp.), bambus, mangrovova palmo (Nypa fruticans) in mangrovova datljeva palma (Phoenix paludosa).

## Geologija
Delta Gangesa leži na stičišču treh tektonskih plošč: Indijske plošče, Evrazijske plošče in Burmanske plošče. Rob eocenskega paleošelfa poteka približno od Kalkute do roba planote Šillong. Rob paleošelfa označuje prehod od debele celinske skorje na severozahodu do tanke celinske ali oceanske skorje na jugovzhodu. Ogromna zaloga sedimentov zaradi himalajskega trka je delto od eocena razširila za približno 400 kilometrov proti morju. Debelina sedimenta jugovzhodno od roba paleošelfa pod delto Gangesa lahko preseže 16 km.

## Gospodarstvo
Približno dve tretjini prebivalcev Bangladeša se ukvarja s kmetijstvom in prideluje poljščine na rodovitnih poplavnih ravnicah delte. Glavni pridelki, ki se gojijo v delti Gangesa, so juta, čaj in riž. Ribolov je tudi pomembna dejavnost v regiji delte, saj so ribe glavni vir hrane za mnoge ljudi na tem območju.
V zadnjih desetletjih 20. stoletja so znanstveniki pomagali revnim prebivalcem delte izboljšati načine gojenja rib. S spreminjanjem neuporabljenih ribnikov v ribogojnice, ki so sposobne preživetja, in izboljšanjem metod vzreje rib v obstoječih ribnikih, lahko veliko ljudi zdaj služi preživetje z gojenjem in prodajo rib. Z uporabo novih sistemov se je proizvodnja rib v obstoječih ribnikih povečala za 800 %. Kozice gojijo v posodah ali kletkah, ki so potopljene v odprto vodo. Večino izvozijo.
Ker je tam labirint številnih rečnih rokavov, je območje težko prehodno. Večina otokov je s celino povezana le s preprostimi lesenimi trajekti. Mostovi so redki. Nekateri otoki še niso povezani z električnim omrežjem, zato prebivalci otokov za malo električne energije uporabljajo sončne celice.

### Onesnaženje z arzenom
Arzen je naravno prisotna snov v delti Gangesa, ki ima škodljive učinke na zdravje in lahko vstopi v prehranjevalno verigo, zlasti v ključnih pridelkih, kot je riž.

## Podnebje
Delta Gangesa leži večinoma v tropskem vlažnem podnebnem pasu in prejme med 1500 do 2000 mm padavin vsako leto v zahodnem delu in 2000 do 3000 mm v vzhodnem delu. Zaradi vročih, suhih poletij in hladnih, suhih zim je podnebje primerno za kmetijstvo.

### Cikloni in poplave
Novembra 1970 je najbolj smrtonosni tropski ciklon 20. stoletja prizadel območje delte Gangesa. Ciklon Bhola leta 1970 je ubil 500.000 ljudi (uradno število žrtev), še 100.000 pa jih pogrešajo. Guinnessova knjiga svetovnih rekordov je skupno izgubo človeških življenj zaradi ciklona Bhola ocenila na 1.000.000.
Drug ciklon je leta 1991 prizadel delto in ubil okoli 139.000 ljudi. Prav tako je veliko ljudi pustilo brez strehe nad glavo.
Ljudje morajo biti na delti reke previdni, saj prihaja tudi do hudih poplav. Leta 1998 je Ganges poplavil delto, pri čemer je umrlo približno 1000 ljudi, več kot 30 milijonov ljudi pa je ostalo brez strehe nad glavo. Bangladeška vlada je zaprosila za 900 milijonov dolarjev za pomoč ljudem v regiji, saj je bil izgubljen celoten pridelek riža.

## Zgodovina delte
Zgodovina delte je bila skrb nastajajočih znanstvenikov okoljskih zgodovinarjev.
Indijska zgodovinarka Vinita Damodaran je obsežno opisala prakse obvladovanja lakote, ki jih izvaja Vzhodnoindijska družba, in jih povezala z velikimi ekološkimi spremembami, ki so jih povzročile prakse gospodarjenja z gozdovi in zemljišči. Debjani Bhattacharyya je pokazal, kako je bila Kalkuta zgrajena kot urbano središče s sledenjem ekološkim spremembam, ki so jih povzročile kolonialne sile in so vključevale zemljo, vodo in ljudi od sredine 18. do začetka 20. stoletja.
Glede nedavne študije, ki se bolj osredotoča na vzhodni del Bengalske/Gangeške delte, Iftekhar Iqbal zagovarja vključitev delte kot ekološkega okvira, znotraj katerega bi preučevali dinamiko agrarne blaginje ali propadanja, skupnostnih konfliktov, revščine in lakote, zlasti v celotnem kolonialnem obdobju. Iqbal je poskušal pokazati, kako je mogoče preučevati odporniška gibanja, kot je gibanje Faraizi, v povezavi s kolonialnimi praksami ekološkega upravljanja.
Močna kritika okoljske zgodovine v zvezi z delto je, da je večina znanj omejena na 18. do 21. stoletje, s splošnim pomanjkanjem ekološke zgodovine regije pred 18. stoletjem.

## Prihodnost delte
Eden največjih izzivov, s katerimi se lahko ljudje, ki živijo v delti Gangesa, soočijo v prihodnjih letih, je grožnja dviga morske gladine, ki jo povzročajo podnebne spremembe. Dvig morske gladine za 0,5 metra bi lahko povzročil, da bi šest milijonov ljudi v Bangladešu izgubilo svoje domove.
V delti so odkrili pomembne zaloge plina, na primer v plinskih poljih Titas in Bakhrabad. Več večjih naftnih podjetij je vlagalo v raziskovanje regijo delte Gangesa.

### Upravljanje reke s plimovanjem
Da bi nadomestili izgubo zemlje, je bilo v delti uvedeno upravljanje reke s plimovanjem. Ta metoda je bila uvedena v 5 krogih in je prinesla koristi, vključno z zmanjšanim zalivanjem vode, ustvarjanjem kmetijskih območij, izboljšano plovbo in ustvarjanjem zemlje.